# Amelia Piccinini
Amelia Piccinini (Alessandria, 17 gennaio 1917 – Torino, 3 aprile 1979) è stata una pesista e lunghista italiana.
Nel 1946 partecipò ai Campionati europei di atletica leggera dove si aggiudicò il bronzo nel getto del peso e arrivò quarta nel salto in lungo. 
Due anni più tardi prese parte alle Olimpiadi di Londra dove vinse l'argento nel getto del peso.

## Biografia
Vincitrice di 20 titoli a livello individuale, in tre diverse specialità, ai Campionati italiani assoluti di atletica leggera, si avvicinò all'atletica perché le fu impedito la pratica del calcio, in un'epoca in cui il calcio femminile veniva discreditato.
È stata sepolta nel Cimitero Parco di Torino.

## Memorie
La città di Torino ha intitolato all'atleta un piazzale in zona Centro storico nel gennaio 2015.

## Record nazionali
Il primo record italiano nel getto del peso, fu stabilito nel giugno 1939, con la misura di 11,77 m, quindi migliorato altre 14 volte sino al 1949.
- Getto del peso: 13,39 m ( Roma, 25 maggio 1949) - detenuto sino al giugno 1946
- Pentathlon: 3.646 pt ( Torino, 13 ottobre 1946) - detenuto sino all'ottobre 1949

## Palmarès
| Anno | Manifestazione | Sede   | Evento         | Risultato | Prestazione | Note |
| ---- | -------------- | ------ | -------------- | --------- | ----------- | ---- |
| 1946 | Europei        | Oslo   | Getto del peso | Bronzo    | 12,22       |      |
| 1946 | Europei        | Oslo   | Salto in lungo | 4ª        | 5,28        |      |
| 1948 | Olimpiadi      | Londra | Getto del peso | Argento   | 13,095      |      |

## Campionati nazionali
- Oro ai Campionati italiani assoluti di atletica leggera
  - 4 nel salto in lungo: (1939 (5.25); 1940 (5.33); 1943 (5.20); 1946 (5.30)[4]
  - 12 nel getto del peso: 1941 (11.39); 1942 (12.10); 1943 (12.06); 1946 (12.29); 1947 (12.18); 1948 (13.12); 1949 (12.91); 1950 (12.65); 1951 (12.89); 1952 (12.80); 1953 (12.79); 1954 (12.51).[4]
  - 4 nel pentathlon: 1937 (p. 179); 1946 (p. 3646); 1947 (p. 3545); 1948 (p. 3436).[4]